# Эррера, Химена
Химена Эррера (исп. Ximena Herrera) (5 октября 1979, Ла Пас Боливия) — известная мексиканская актриса боливийского происхождения.

## Биография
Родилась 5 октября 1979 года в Ла-Пас. В 2003 году она переехала в Мексику, где у актрисы появился интерес к мексиканскому кинематографу. В мексиканском кинематографе дебютировала в 2004 году, снявшись в телесериале Сердца на пределе и в дальнейшем снялась в 19 работах в кино, среди которых 3 кинофильма, остальное — теленовеллы. Актриса состоит в штате Televisa и по-прежнему занята в кино. В России актриса запомнилась по одной единственной роли — Альмы Муньос из сериала Мачеха.

### Личная жизнь
Химена Эррера вышла замуж за своего ровесника, актёра Алекса Сирвента, который родился также в октябре. По состоянию на сегодняшний день пара по-прежнему вместе, хотя детей нет.

## Фильмография

### Сериалы

#### Свыше 2-х сезонов
- 2005-08 — Решения (3 сезона), (Мексика-Колумбия-США) — Анабель.
- 2007-09 — Пантера (3 сезона) — Росаура Баррио «Ла Рейна».
- 2013-по с.д — Повелитель небес (3 сезона), (США-Мексика-Колумбия) — Химена Летрайн.

#### Televisa
- 2004 — Сердца на пределе — Малках.
- 2005-07 — Мачеха — Альма Муньос.
- 2006 — Битва страстей — Анабель.
- 2007 — Под вожжами любви (совместно с США) — Марипас Гарсия.
- 2008 — Нет дур в раю — Ирене.
- 2010 — Девочка моего сердца — Магда Магдалена Браво.
- 2011 — Не с тобой, не без тебя — Исабела Ривас Ольмедо.
- 2014-15 — До конца света — Арасели.

#### Originales cadenatres
- 2012 — Бесчестные — Долорес «Лола» Медина.

### Фильмы
- 2008 — Вновь видеть тебя — София.
- 2011 — Другая семья
- 2013 — Семь лет в браке — Ана.

## Награды и премии

### TVyNovelas
- 2012 — Лучшее женское откровение — Не с тобой, не без тебя — проигрыш.

### Tu Mundo
- 2013 — Идеальная пара/Любимая героиня — Повелитель небес — оба-проигрыша.